# 12997 Lizjensen
A 12997 Lizjensen (ideiglenes jelöléssel (12997) 1981 EV29) a Naprendszer kisbolygóövében található aszteroida. Schelte J. Bus fedezte fel 1981. március 2-án.